# European Theater of Operations
The European Theater of Operations, eller ETO, (europeiska operationsområdet) syftar på amerikanska militära operationer norr om medelhavskusten under andra världskriget. ETOUSA är en förkortning för European Theater of Operations, United States Army. 